# Elmer Dyer

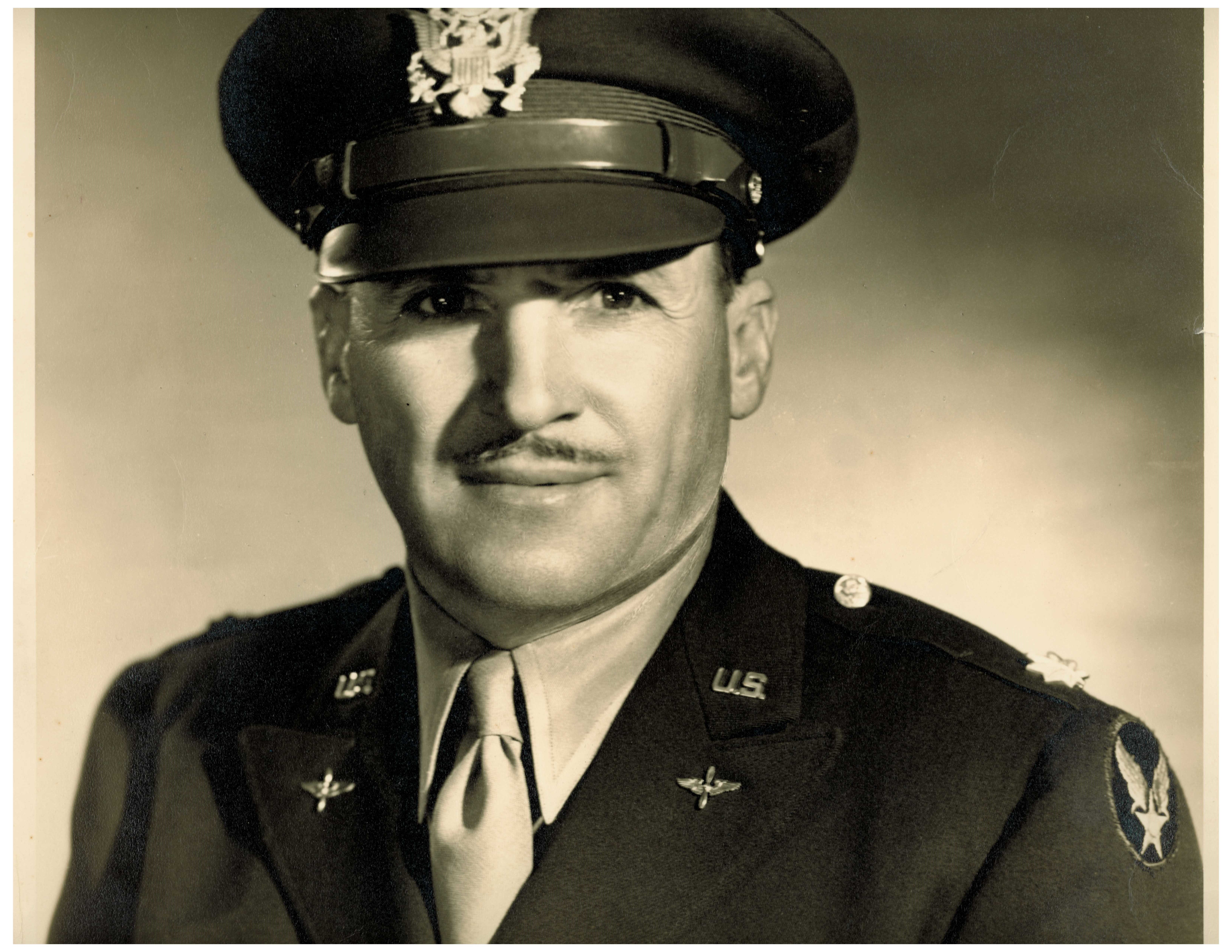
Elmer Dyer

Elmer Dyer (* 24. August 1892 in Lawrence, Kansas; † 8. Februar 1970 in Los Angeles, Kalifornien) war ein US-amerikanischer Kameramann, der sich auf Luftaufnahmen spezialisierte.

## Leben
Dyer begann seine Tätigkeit als Kameramann zu Beginn der 1920er Jahre. In den späten 1920er Jahren spezialisierte er sich auf Luftaufnahmen. Hierbei arbeitete er häufig mit dem Stuntpiloten Paul Mantz zusammen. Während des Zweiten Weltkrieges war er für die First Motion Picture Unit der US Army tätig. In späteren Jahren gründete er eine eigene Bibliothek für stock footage. 
Zusammen mit seinen Kollegen James Wong Howe und Charles A. Marshall war Dyer 1944 für die Kameraarbeit an dem Film In die japanische Sonne für den Oscar in der Kategorie Beste Kamera nominiert. 

## Filmografie (Auswahl)
- 1929: Flieger (Flight)
- 1931: Das Luftschiff (Dirigible)
- 1932: Air Mail
- 1935: Helden von heute (West Point of the Air)
- 1937: In den Fesseln von Shangri-La (Lost Horizon)
- 1939: Dick und Doof in der Fremdenlegion (The Flying Deuces)
- 1939: S.O.S. Feuer an Bord (Only Angels Have Wings)
- 1941: I Wanted Wings
- 1943: In die japanische Sonne (Air Force)
- 1952: Buffalo Bill und der Indianerhäuptling (Buffalo Bill in Tomahawk Territory)